# Jeremy Luke
Jeremy Luke es un actor estadounidense, más conocido por sus papeles en Jersey Shore Shark Attack y Don Jon. Actualmente se presenta como Mickey Cohen en la serie Mob City de TNT.

## Primeros años
Luke nació y se crio en Staten Island, Nueva York. Asistió a la Universidad de Staten Island y pasó a tener una exitosa carrera como promotor en los Clubes nocturnos. Luke primero se convirtió en un actor de pasatiempo para, finalmente, convertirla en una profesión completa.

## Carrera
Durante la primera década de su carrera, Luke, sobre todo tuvo pequeños papeles como invitado en series de televisión como Judging Amy, NYPD Blue, ER, Las Vegas, y Desperate Housewives. Obtuvo su primer papel importante en la película para TV de Syfy, Jersey Shore Shark Attack.
En 2013, tuvo un papel secundario en Don Jon, que fue dirigida y protagonizada por Joseph Gordon-Levitt. También comenzó a interpretar el papel de Mickey Cohen en la serie de televisión de TNT,  Mob City, que fue creada por el director y el escritor Frank Darabont.